# Supercoppa di Polonia 2023 (pallacanestro)
La Supercoppa di Polonia 2023 è la 18ª Supercoppa di Polonia di pallacanestro maschile.
La partita è stata disputata il 20 settembre 2022 presso l'Arena Sosnowiec, compresa all'interno dell'ArcelorMittal Park di Sosnowiec tra lo W.M. Szczecin, campione di Polonia 2022-23, e lo Trefl Sopot vincitore della Coppa di Polonia 2023.

## Finale
| Sosnowiec 20 settembre 2023, ore 19:00 UTC+2 | W.M. Szczecin | 92 – 90 (24-20, 42-42, 71-70)                                                                                      | Trefl Sopot | Arena Sosnowiec |
| \| \| \| \| \| Borowski, Mazurczak, Meier 15 \| Punti \| 20 Váradi \| \| Woodson 7 \| Assist \| 6 Best \| \| Udeze 6 \| Rimbalzi \| 5 Váradi, Van Vliet \| \| 3 Mazurczak• 21 Meier• 24 Udeze• 25 Nowakowski• 40 Cuthbertson 1 Woodson• 2 Labinowicz• 7 Samiec• 12 Dunn• 13 Borowski• 33 Zmudzki \| Formazioni \| 1 Barnes• 3 Best• 12 Witliński• 15 Zyskowski• 25 Váradi 0 Scruggs• 4 Toczek• 5 Musial• 9 Jaszczerski• 81 Van Vliet \| \| Arkadiusz Miloszewski \| Allenatori \| Žan Tabak \| |               | |             |                 |
| |               | |             |                 |
| Borowski, Mazurczak, Meier 15 | Punti         | 20 Váradi |             |                 |
| Woodson 7 | Assist        | 6 Best |             |                 |
| Udeze 6 | Rimbalzi      | 5 Váradi, Van Vliet                                                                                                |             |                 |
| 3 Mazurczak• 21 Meier• 24 Udeze• 25 Nowakowski• 40 Cuthbertson 1 Woodson• 2 Labinowicz• 7 Samiec• 12 Dunn• 13 Borowski• 33 Zmudzki | Formazioni    | 1 Barnes• 3 Best• 12 Witliński• 15 Zyskowski• 25 Váradi 0 Scruggs• 4 Toczek• 5 Musial• 9 Jaszczerski• 81 Van Vliet |             |                 |
| Arkadiusz Miloszewski | Allenatori    | Žan Tabak |             |                 |